# Progress MS-13
Progress MS-13 – misja statku transportowego Progress, prowadzona przez rosyjską agencję kosmiczną Roskosmos na potrzeby zaopatrzenia Międzynarodowej Stacji Kosmicznej.

## Ładunek
Całkowity ładunek, który Progress MS-13  dostarczył na Międzynarodową Stację Kosmiczną, miał masę około 2700 kg: 1350 kg suchego zaopatrzenia (jedzenie, ubrania dla załogi, sprzęt, eksperymenty), 650 kg paliwa do systemu napędowego stacji, 420 kg wody oraz 50 kg tlenu. Wśród wysłanego sprzętu znajdowała się m.in. nowa bieżnia do ćwiczeń dla astronautów.